# میندائوگاس کوزمینسکاس
میندائوگاس کوزمینسکاس (لیتوانیایی: Mindaugas Kuzminskas، زاده ۱۰ اکتبر ۱۹۸۹) بازیکن بسکتبال اهل لیتوانی است.
وی سابقه بازی در تیم‌هایی همچون نیویورک نیکس را در کارنامه دارد.